# Црква Ружица
Богородичина црква Ружица је црква која се налази у североисточном подграђу Београдске тврђаве, испод Зиндан-капије. У доба деспота Стефана Лазаревића постојала је стара црква истог имена, коју су Турци при освајању Београда 1521. године порушили. Садашња црква била је у 18. веку барутни магацин, који је 1867-1869. године архитектонски и функционално претворен у војну цркву ,која је, за разлику од већине храмова усмерена у правцу север-југ.

## Историја
Тачно време кад је ова црква направљена и ко је учествовао у градњи ни дан данас није познато. Једино што је утврђено је да је ово најстарија београдска црква. У периоду од 1397. до 1521. године у старој срушеној цркви чувају се мошти Свете Петке.
Крајем седамнаестог века, црква Ружица је срушена, али је већ пет дана после ослобађања од Турака био организован одбор за обнављање цркве. Радови су брзо завршени, тако да је црква освештана после већ десет месеци. Након тога су у њој почела да се врше богослужења.
Црква је у 18. веку била барутни магазин који је у 19. веку претворен у војну цркву. У Београдским општинским новинама из 1892. године се водила полемика да ли је црква Ружица војна црква или само црква. У то време је великим делом црква служила за богослужење за војску, али је увек имала и пуно грађанства које је ту долазило. Грађани су такође давали и приход цркви Ружици. Зато се сматрало да туторе, тј. црквени одбор треба да поставља општина, а не војна власт.

### Народно предање о Цркви Ружици
Народно предање сведочи да се Ружица налазила на истом месту где је и данас, јер је народ поштовао извор Свете Петке, између осталог, зато што је његова вода пролазила испод темеља храма цркве посвећене Пресветој Богородици. Верује се да су сестре Ружица, Марица и Цвета на простору београдске тврђаве подигле по једну цркву као своју задужбину које су биле прозване по њиховим именима. У једној старој народној песми се помиње црква под овим именом на Београдској тврђави. То су народне песме Женидба Тодора Јакшића и Деоба Јакшића.
Реалније, историјски познате чињенице наводе да је сам назив цркве, Ружица, преузет је од много старијег паганског празника Розалије, који се прослављао тако што су учесници светковине били посипани латицама ружа. Како се православни празник Свете Тројице временски поклапао са античким Розалијама, многе цркве које су током средњег века подизане у српским земљама у народу су биле познате под именом Ружица.

### Период од 1914 до 1945
Црква је порушена током Првог светског рата. Приликом радова 1935, "испред цркве" је пронађено 20 скелета - претпостављало се бранитеља града из 1914-15, сахрањени су у војничку костурницу. Обнова и освећивање цркве је завршено 11. октобра 1925. године. После обнове је постављена плоча која служи за успомену на ово време, и на њој је написано: 
За време светског рата 1914-1918. од стране аустроугарске и немачке војске опљачкан и порушен је овај свети храм војнички. Под Владом Њ. В. Краља Срба, Хрвата и Словенаца, Александра, управом првог српског Патријарха Димитрија... обновљен је храм Божији.
Приликом ове обнове направљене су и две статуе. Једна представља копљаника цара Душана, а друга пешадинца из Балканских ратова. У цркву је донесено шест икона из логора Надор у Африци. То се постигло уз учествовање војног свештеника и духовника цркве Ружице. До данашњих дана су само две очуване. Радови су настављени и после рата, када је поправљен водовод и подигнута капија код олтара. Највећи радови су вршени 1937. године, на иницијативу патријарха Варнаве, када је изграђена капела Свете Петке, трем и црквени дом, који је уништен током бомбардовања 1944.
Пре постојеће озидане капеле, била је капела – земуница, на падини нешто изнад данашње. Споља су се видела само врата и над њима крст. На крају улаза, мали ходник је водио до извора бистре и хладне воде. Зидови са обе стране улаза били су украшени иконама. Предање говори да је још у 15. веку извор био лековит и претворен у капелу, а да су се мошти чувале одмах до извора спроведеног ка великој дворани митрополитског двора на самом рубу платоа Доњег града. Овај источник Свете Петке до 19. века остаје сачуван у побожности народа и обновом црквеног здања сведочи његов идентитет и идеју златног доба ослобођењем Београда.
Црква Ружица је од 31. маја 1965.  стављена под заштиту државе.

## Иконостас и живопис
Богат иконостаса осликао је свештеномученик Рафаило Момчиловић, који је урадио иконостасе манастира Раковице и цркве у Горњем Ковиљу. Ликовно образовање је стицао у Београду, Москви и Италији и током 40 година професионалног бављења сликарством  насликао је, поред поменутих иконостаса, и велики број појединачних икона. Иконе иконостаса Ружице је сликао уљем на шперплочи, по скицама епископа Иринеја Ђурића.
Преграду иконостаса са плитким дуборезом у позлати радио је столар Коста Тодоровић. Пројектована је са намером да следи национални стил опонашајући иконостасе моравског стила. Преграде су у рељефима преплета и розета у којима се осећа тенденција да олтарска преграда подсети на зидане мермерне преграде у појединим нашим црквама. Отвор олтарске преграде испуњава пет делова иконостаса, а по вертикали лево и десно су избачена слободна крила иконостаса, тако да има укупно седам делова.
Цркву је живописао познати руски академски сликар Андреј Биценко. Нажалост, услед влаге, живопис је у великој мери оштећен. Основна одлика стваралаштва овог руског емигранта који се школовао у Кијеву, а између два рата живео и радио у Београду, је спајање традиционалне шеме црквеног сликарства и елемената савремене реалистичне уметности. Карактеристично за живопис ове цркве је то да на њему налазимо известан број наших савременика. Наиме, целу западну страну црквене лађе покрива композиција на којој је представљена Христова Беседа на Маслиновој гори, где се међу слушаоцима налазе војни свештеник Петар Трбојевић и краљ Александар I Карађорђевић, док се на северној страни налазе краљ Петар I Карађорђевић и руски цар Николај II Романов.
Приликом обнове 1921. године, након разарања из 1915. године, Војно-технички институт из Крагујевца је израдио три велика полијелеја, три велика чирака и иконе Рођења Пресвете Богородице и Светог Ђорђа од пушчаних и револверских метака, гранатних чаура и сабљи. Поред њих, црква има и препознатљиве статуе војника испред бочног улаза из истог доба.

## Галерија
- Икона на апсиди цркве
- Спомен плоча на зиду цркве
- Улаз у цркву
- Унутрашњост цркве
- Поглед на цркву
- Црква Ружица. Калемегдан
- Црква Ружица. Калемегдан